# Mount Perchot
Mount Perchot (französisch Mont Perchot, spanisch Monte Perchot) ist ein 2040 m (nach Angaben des UK Antarctic Place-Names Committee 2050 m) hoher Berg an der Graham-Küste des Grahamlands auf der Antarktischen Halbinsel. Im Lisiya Ridge auf der Magnier-Halbinsel ragt er 6 km südöstlich der Magnier Peaks auf.
Teilnehmer der Fünften Französischen Antarktisexpedition (1908–1910) unter der Leitung des Polarforschers Jean-Baptiste Charcot entdeckten ihn. Charcot benannte den Berg nach seinem Landsmann Justin-Louis Perchot (1867–1946), welcher der Forschungsreise 70 Paar Stiefel geschenkt hatte.